# Montse Estruch i Casagolda
Montse Estruch i Casagolda (Manresa, 17 d'abril de 1956) és una cuinera catalana. Coneguda popularment per la seva participació en la tercera edició del programa televisiu Top Chef, amb anterioritat ja havia aconseguit el reconeixement entre els seus companys de professió gràcies a la consecució d'una estrella Michelin al seu restaurant El Cingle, a Vacarisses.
Va començar a treballar ja el 1969, amb 13 anys, al forn on treballaven els seus pares. El 1973 la família marxà a Vacarisses, on es feu càrrec de l'Hostal el Cingle, al centre de la ciutat. Aviat prendria la direcció del negoci, que encara dirigeix en l'actualitat. A partir de 1983 començaria a formar-se professionalment, realitzant estades amb reconeguts xefs d'Espanya i França, com ara Ferran Adrià o Martín Berasategi, a més d'estudiar a l'escola d'hostaleria de Barcelona.
El 1995, va decidir renovar totalment El Cingle, que deixà de ser un Hostal per convertir-se en restaurant. Per aconseguir-ho, l'empresa familiar va comptar amb l'assessorament de Bernard Benbassat. Uns anys després, el 1998, aconseguiria la concessió d'un Sol per part de la Guia Repsol de Catalunya. La tasca de reforma i canvi de la seva cuina va veure els seus fruits l'any 2004, quan la prestigiosa Guia Michelin va concedir-li una estrella. Aquesta estrella, posteriorment, la perdria el 2010. L'any 2013 la cuinera manresana, juntament amb un grup d'inversors barcelonins, va obrir un restaurant a Barcelona, al carrer Tuset, anomenat Becquer. El nou restaurant, situat en una coneguda zona de copes de la capital catalana, consistia en una barreja entre cuina tradicional i club de ball.
Després d'haver participat en diversos programes televisius, com ara Cuines, a TV3, o Masterchef, a TVE, el 2015 va participar en el programa d'Antena 3 Top Chef, que aquell any es trobava en la seva tercera edició. Allí, la cuinera catalana es convertí en la participant més veterana de l'edició del concurs. Finalment, Estruch va ser eliminada en la vuitena gala de la competició.

## Obra
- 2000 El Cingle 25 años
- 2002 Sensaciones Mediterráneas
- 2005 Mediterránea la mar de platos[3]